# 赫尔河畔法尔肯堡
赫尔河畔法尔肯堡（荷蘭語：Valkenburg aan de Geul，荷蘭語發音：[ˌvɑlkə(m)bʏrx aːn də ˈɣøːl] ⓘ），通称法尔肯堡，是荷蘭東南部的市镇，由林堡省負責管轄，面積36.92平方公里，主要經濟活動是旅遊業，2007年人口17,180，人口密度為每平方公里468人。

## 外部連結
- 维基共享资源上的相關多媒體資源：赫尔河畔法尔肯堡
- 官方網站 （页面存档备份，存于）（荷兰文）